# Dagohoy
Dagohoy is een gemeente in de Filipijnse provincie Bohol op het gelijknamige eiland. Bij de census van 2015 telde de gemeente ruim 19 duizend inwoners.

## Geografie

### Bestuurlijke indeling
Dagohoy is onderverdeeld in de volgende 15 barangays:
| - Babag - Can-oling - Candelaria - Estaca - Cagawasan - Cagawitan - Caluasan - La Esperanza | - Mahayag - Malitbog - Poblacion - San Miguel - San Vicente - Santa Cruz - Villa Aurora |

## Demografie
Dagohoy had bij de census van 2015 een inwoneraantal van 19.158 mensen. Dit waren 290 mensen (1,5%) meer dan bij de vorige census van 2010. Ten opzichte van de census van 2000 was het aantal inwoners gegroeid met 2.313 mensen (13,7%). De gemiddelde jaarlijkse groei in die periode kwam daarmee uit op 0,85%, hetgeen lager was dan het landelijk jaarlijks gemiddelde over deze periode (1,84%).

De bevolkingsdichtheid van Dagohoy was ten tijde van de laatste census, met 19.158 inwoners op 77,59 km², 246,9 mensen per km².

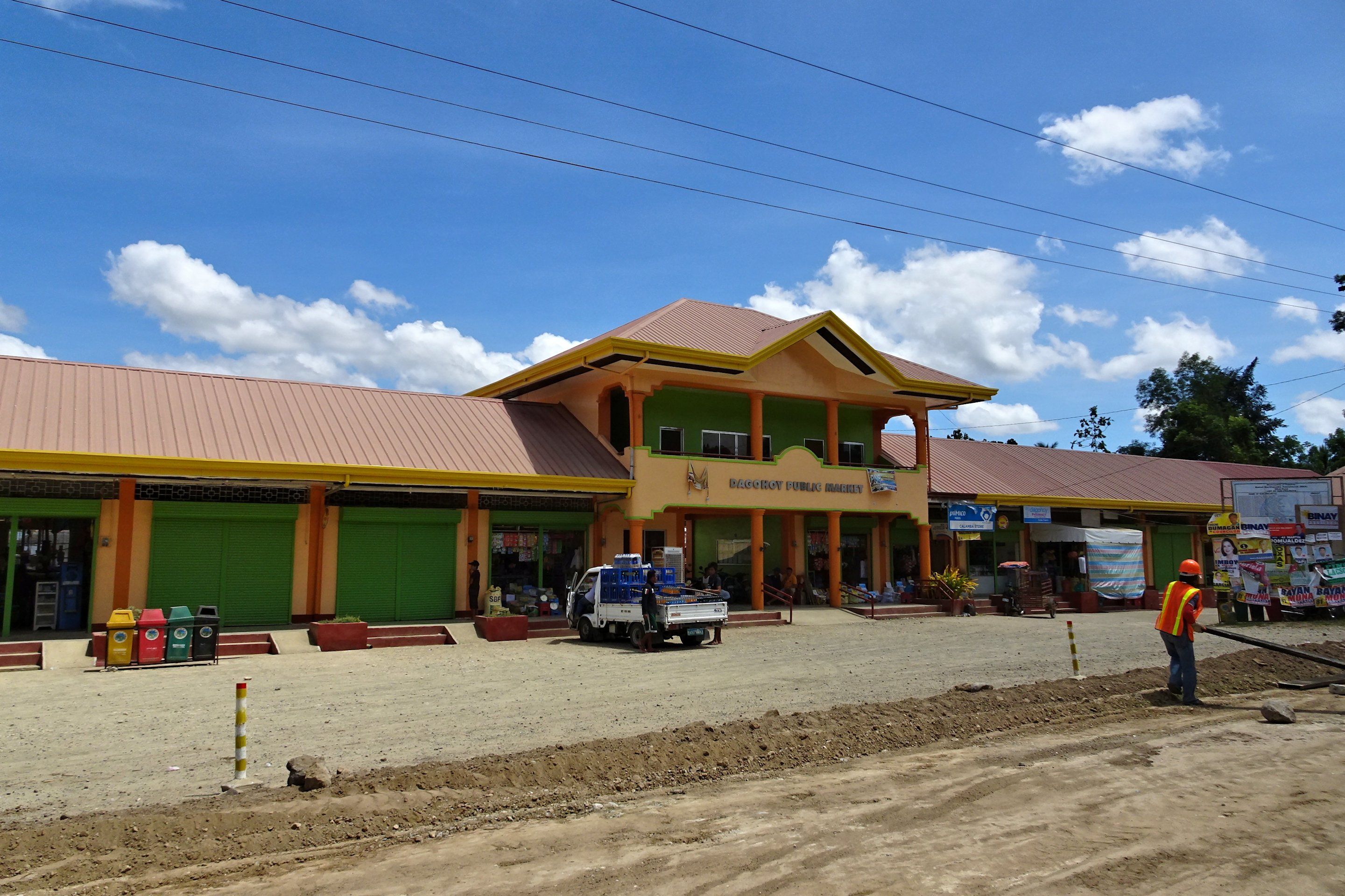
Openbare markt van Dagohoy